# هری تاد
هری تاد (انگلیسی: Harry Todd؛ ‏ ۱۳ دسامبر ۱۸۶۳ – ۱۵ فوریهٔ ۱۹۳۵) بازیگر اهل ایالات متحده آمریکا بود.

## گزیدهٔ فیلم‌شناسی
- بچۀ بن
- مبارزه برای عدالت
- لوک، فراهم‌کننده بیمار
- لوک، راننده تاکسی
- لوک، گلادیاتور
- لوک و پریان دریا
- لوک و اسب‌های مسابقه
- لوک، جعل‌کننده هویت
- اخبار جانانه لوک
- خواب پراکنده لوک
- لوک به نیروی دریایی می‌پیوندد
- زندگی باشگاهی پرشتاب لوک
- آماده‌سازی‌های لوک برای آماده بودن
- نابسامانی سینمایی لوک
- لوک به تفرجگاه می‌رود
- لوک، فال‌بین
- کودک گمشده لوک
- خودروی قراضه و خطرناک لوک
- لوک پیروز می‌شود
- لوک و دردسرهای رستوران
- برادوی بیل
- در یک شب اتفاق افتاد
- طلا
- لوک خوشگل‌ها را دید می‌زند
- جنون آمریکایی
- ممنوع
- ما هرگز نمی‌خوابیم
- لوک تنها در تین کن الی
- لوک تنها، بیمارانش را از دست می‌دهد